# Permutationsoperator
En permutationsoperator, eller utbytesoperator, är en operator av central betydelse inom kvantmekaniken. Permutationsoperatorer verkar på flerpartikeltillstånd genom att byta två partiklars identiteter. Eftersom identiska partiklar är ourskiljbara enligt kvantmekaniken saknar en sådan operation fysikalisk mening; det permuterade tillståndet måste beskriva samma fysikaliska system som det ursprungliga tillståndet. De två tillståndens vågfunktioner kan därför skilja sig som mest genom en övergripande fasfaktor. Sådana system är permutationssymmetriska.
Alla flerpartikeltillstånd av identiska partiklar är permutationssymmetriska och är således egentillstånd till permutationsoperatorer. Permutationsoperatorer är involutiva och har därför endast egenvärdena {\displaystyle \lambda =+1} (bosoner) och {\displaystyle \lambda =-1} (fermioner). Permutationssymmetrin hos flerpartikeltillstånd har långtgående effekt, bland annat leder den till Pauliprincipen, Fermi–Dirac-statistik och Bose–Einstein-statistik.

## Definition
För ett flerpartikelsystem med {\displaystyle N} identiska partiklar definieras en permutationsoperator {\displaystyle {\hat {P}}_{ij}} som en operator som byter identitet på partiklarna {\displaystyle i} och {\displaystyle j} med koordinaterna {\displaystyle \mathbf {x} _{i}=(\mathbf {r} _{i},\sigma _{i})} respektive {\displaystyle \mathbf {x} _{j}=(\mathbf {r} _{j},\sigma _{j})}. Om {\displaystyle \Psi (\mathbf {x} _{1},...,\mathbf {x} _{i},...,\mathbf {x} _{j},...,\mathbf {x} _{N})} betecknar vågfunktionen för flerpartikelsystemet så ges den permuterade vågfunktionen av {\displaystyle \Psi (\mathbf {x} _{1},...,\mathbf {x} _{j},...,\mathbf {x} _{i},...,\mathbf {x} _{N})}. Eftersom partiklarna är identiska måste denna vågfunktion representera samma fysikaliska tillstånd som den ursprungliga vågfunktionen, det vill säga de kan högst skilja sig ifrån varandra med en övergripande fasfaktor {\displaystyle \lambda =e^{i\alpha }}:
{\displaystyle {\hat {P}}_{ij}\Psi (\mathbf {x} _{1},...,\mathbf {x} _{i},...,\mathbf {x} _{j},...,\mathbf {x} _{N})=\Psi (\mathbf {x} _{1},...,\mathbf {x} _{j},...,\mathbf {x} _{i},...,\mathbf {x} _{N})=\lambda \Psi (\mathbf {x} _{1},...,\mathbf {x} _{i},...,\mathbf {x} _{j},...,\mathbf {x} _{N}).}
Med andra ord måste en vågfunktion som representerar ett system av flera identiska partiklar vara ett egentillstånd till permutationsoperatorn med egenvärde {\displaystyle e^{i\alpha }}. Eftersom permutationsoperatorn är involutiv, {\displaystyle {\hat {P}}_{ij}^{2}={\hat {1}}}, gäller dessutom att
{\displaystyle \Psi (\mathbf {x} _{1},...,\mathbf {x} _{i},...,\mathbf {x} _{j},...,\mathbf {x} _{N})={\hat {P}}_{ij}^{2}\Psi (\mathbf {x} _{1},...,\mathbf {x} _{i},...,\mathbf {x} _{j},...,\mathbf {x} _{N})=\lambda ^{2}\Psi (\mathbf {x} _{1},...,\mathbf {x} _{i},...,\mathbf {x} _{j},...,\mathbf {x} _{N}).}
Detta medför att {\displaystyle \lambda =\pm 1}. För bosoner gäller att {\displaystyle \lambda =+1}, medan för fermioner gäller att {\displaystyle \lambda =-1}.

### Tvåpartikelsystem
För ett tvåpartikelsystem med två olika spinn-orbitaler {\displaystyle \phi _{1}(\mathbf {x} )} och {\displaystyle \phi _{2}(\mathbf {x} )} är det enklast tänkbara flerpartikeltillståndet en Hartreeprodukt:
{\displaystyle \Phi (\mathbf {x} _{1},\mathbf {x} _{2})=\phi _{1}(\mathbf {x} _{1})\phi _{2}(\mathbf {x} _{2}).}
Om permutationsoperatorn {\displaystyle {\hat {P}}_{12}} verkar på denna vågfunktion så återfås {\displaystyle {\hat {P}}_{12}\Phi (\mathbf {x} _{1},\mathbf {x} _{2})=\phi _{1}(\mathbf {x} _{2})\phi _{2}(\mathbf {x} _{1})\neq \pm \phi _{1}(\mathbf {x} _{1})\phi _{2}(\mathbf {x} _{2})}. Hartreeprodukten är således inget egentillstånd till permutationsoperatorn vilket innebär att det inte är ett tillåtet flerpartikeltillstånd (inom Hartree-metoden används det dock som ett approximativt tillstånd).
Hartreeprodukten kan dock göras till ett egentillstånd till permutationsoperatorn genom att symmetrisera eller antisymmetrisera det. I det första fallet erhålls det bosoniska tillståndet
{\displaystyle \Phi (\mathbf {x} _{1},\mathbf {x} _{2})={\frac {1}{\sqrt {2}}}\left(\phi _{1}(\mathbf {x} _{1})\phi _{2}(\mathbf {x} _{2})+\phi _{1}(\mathbf {x} _{2})\phi _{2}(\mathbf {x} _{1})\right)}
och i det andra fallet erhålls det fermioniska tillståndet
{\displaystyle \Phi (\mathbf {x} _{1},\mathbf {x} _{2})={\frac {1}{\sqrt {2}}}\left(\phi _{1}(\mathbf {x} _{1})\phi _{2}(\mathbf {x} _{2})-\phi _{1}(\mathbf {x} _{2})\phi _{2}(\mathbf {x} _{1})\right).}
Notera att i det sistnämnda fallet så gäller {\displaystyle \Phi (\mathbf {x} _{1},\mathbf {x} _{2})=0} om {\displaystyle \phi _{1}(\mathbf {x} )=\phi _{2}(\mathbf {x} )}, vilket leder till den så kallade Pauliprincipen för fermioner. Mer generellt kan bosoniska och fermioniska flerpartikeltillstånd konstrueras utifrån enpartikeltillstånd med hjälp av Slaterpermanent och Slaterdeterminanter.

## Tidsutveckling
Ett tillstånd som är symmetriskt eller antisymmetriskt under en permutationsoperator förblir också det över tiden. Om {\displaystyle {\hat {U}}(t,t_{0})} betecknar tidsutvecklingsoperatorn så medför detta att
{\displaystyle {\hat {U}}(t,t_{0}){\hat {P}}_{ij}\Psi (\mathbf {x} _{1},\mathbf {x} _{2},...,\mathbf {x} _{N},t_{0})=\lambda {\hat {U}}(t,t_{0})\Psi (\mathbf {x} _{1},\mathbf {x} _{2},...,\mathbf {x} _{N},t_{0})={\hat {P}}_{ij}{\hat {U}}(t,t_{0})\Psi (\mathbf {x} _{1},\mathbf {x} _{2},...,\mathbf {x} _{N},t_{0})}
eftersom {\displaystyle \Psi (\mathbf {x} _{1},\mathbf {x} _{2},...,\mathbf {x} _{N},t)={\hat {U}}(t,t_{0})\Psi (\mathbf {x} _{1},\mathbf {x} _{2},...,\mathbf {x} _{N},t_{0})} måste vara ett egentillstånd till {\displaystyle {\hat {P}}_{ij}} med samma egenvärde {\displaystyle \lambda }. Det följer att {\displaystyle {\hat {P}}_{ij}} och {\displaystyle {\hat {U}}(t,t_{0})} kommuterar för alla tider:
{\displaystyle [{\hat {U}}(t,t_{0}),{\hat {P}}_{ij}]=0.}
Om {\displaystyle t=t_{0}+dt}, där {\displaystyle dt} är en infinitesimal tid, gäller att {\displaystyle {\hat {U}}(t,t_{0})=1-{\frac {i}{\hbar }}{\hat {H}}(t)dt}, vilket implicerar att även Hamiltonoperatorn måste kommutera med permutationsoperatorn:
{\displaystyle [{\hat {H}}(t),{\hat {P}}_{ij}]=0.}
Detta innebär att Hamiltonoperatorn måste vara symmetrisk under permutationer av identiska partiklars identiteter, det vill säga den får inte göra skillnad på partiklar som är identiska.